# TRICKSTER -江戸川乱歩「少年探偵団」より-
『TRICKSTER -江戸川乱歩「少年探偵団」より-』（トリックスター えどがわらんぽ しょうねんたんていだんより）は、2016年10月より2017年3月までTOKYO MX、読売テレビほかの『あにめのめ』枠にて放送された日本のテレビアニメ作品。
江戸川乱歩の推理小説『少年探偵団』を下敷きにし、時代設定を2030年の近未来に置き換えた作品。テレビアニメ放送・コミカライズの他、実写映画化・舞台化などクロスメディア展開を総称して『TRICKSTERプロジェクト』としている。
第1クール放送終了（第12話）の翌週、テレビ放送にて特別番組「年末だよ『TRICKSTER』男だらけのピザパーティー」が放送された。

## キャラクター
※ 声はアニメの声優、演は舞台版キャスト
小林芳雄（こばやし よしお）　14歳
声 - 山下大輝 、小澤亜李（幼少期）/ 演 - 鳥越裕貴
主人公。
「謎の靄」によって「死ねない身体」になっている。能力のせいで周囲の人間を傷つけていた事が原因で、自殺願望に苛まれている。花崎から提案された「小林を殺す方法を探す」という条件で少年探偵団に入る。
身体に危害を与えるあらゆる物を靄で弾いてしまう。銃の弾丸はもちろん、高所からの落下の衝撃をも吸収し、水中では体の周りに空気の膜を発生させて体が濡れる事はなく呼吸も可能。物理的な衝撃だけではなく炎などの熱も遮断する。毒薬を飲んでも吸収されずに吐き出される。身体に危害を与えない物には触れることが可能で、無意識に判断している様子。自発的に能力を利用して壁を破壊することもできる。
廃ビルの屋上に設置されていた、壊れた観覧車のゴンドラの中でしか眠ることができない（後にゴンドラは探偵事務所の屋上に移設された）。ホームレス同然の生活をしていた影響で食い意地が張っており、よく探偵社の冷蔵庫の物を食べていたり、花崎に食べ物を奢ってもらったりしている。
花崎健介（はなさき けんすけ）　15歳
声 - 逢坂良太、千本木彩花（幼少期） / 演 - 赤澤燈
もう1人の主人公。現在の少年探偵団のリーダー。
瑠璃野学園の生徒だが、探偵活動に精を出すあまり出席率が悪い。小林を少年探偵団に誘う。天真爛漫な性格で正義感が強く、困っている人を見過ごせない。持ち前のポジティブさで小林の心を次第に開いていく。
事件解決直後のふとした瞬間に小林がかすり傷を負ったのを見て、人助けが小林を殺す為のヒントになると考えて積極的に小林を依頼に連れ出すようになる。
孤児だったが、施設での兄的存在だった晴彦と共に、富豪の花崎家に養子として引き取られた過去がある。家を出たまま行方を眩ませた晴彦を探している。
井上了（いのうえ りょう）　18歳
声 - 梅原裕一郎 / 演 - 赤澤遼太郎
元・少年探偵団のリーダー。
瑠璃野学園に通っている。明智の助手をしており、車の運転もこなす。頭脳明晰で探偵団の指揮を担当している。
物語序盤で負った怪我の影響で車椅子生活を強いられている。
野呂誠（のろ まこと）　14歳
声 - 木戸衣吹
少年探偵団の紅一点。
いつも高級マンションの1室に引きこもっている。フクロウの「ピッポちゃん」に取り付けたカメラとマイクで他のメンバーとコミュニケーションを取り、PCを駆使して探偵団の活動をサポートする。
見た目は幼いが、探偵団に入る以前に大学を飛び級で卒業している。生活費は自力で稼いでおり、買い物は通販で済ませているので外出しない。トレーニング機器を使用した毎日のエクササイズで運動不足を補っている。「〜ってる」が口癖。
中村奈緒（なかむら なお）　20歳
声 - 田所あずさ
警視庁公安総務課の汚職女捜査官。
事件が起こる度、依頼の為に明智の事務所に出入りしている。彼氏がおり、非番の日にはデートしている。
明智小五郎（あけち こごろう）　38歳
声 - 小野大輔 / 演 - 鯨井康介
「明智探偵事務所」の主である探偵。元傭兵。
推理力と身体能力は抜群だが無精な性格なのであまり仕事をしない。基本的に少年探偵団の活動には口出ししない。
物語開始後からの数々の事件を解決した「警察の謎の協力者」としてマスコミに祭り上げられ（実際には少年探偵団の功績が大きい）、一躍有名人となる。
物語は探偵団の少年達の成長劇と、明智の二十面相との因縁が２本軸で進行している。
作品タイトル「TRICKSTER」とは作品の構成そのものであり、二十面相と明智の表裏の暗喩でもある。
怪人二十面相（かいじんにじゅうめんそう）
声 - GACKT
その経歴など全てが不明の犯罪人。変装の達人でもある。
何かと明智を挑発するような言動を繰り返し、大掛かりな事件を起こすが人は殺さない主義。明智と過去に因縁がある。
勝田雅治（かつた まさはる）　18歳
声 - 増元拓也
元・少年探偵団のメンバー。
瑠璃野学園のテニス部員・園芸部員・柔道部員を兼任している。休日には自宅の生花店を手伝っている。
大友久（おおとも ひさし）　16歳　
声 - 古川慎
少年探偵団の「七つ道具」を開発する、瑠璃野学園の科学実験部部員。
普段は山根と共に理科室で研究している。飄々とした性格のイケメンで女子にモテる。
山根たすく（やまね たすく）　13歳
声 - 山谷祥生 / 演 - 今川碧海
大友の後輩の中学生。瑠璃野学園の科学実験部部員。
気弱な性格でいつも大友にいじられている。

## スタッフ
- 監督 - 向井雅浩
- シリーズ構成 - 吉田恵里香
- キャラクターデザイン - PEACH-PIT
- アニメーションキャラクターデザイン - ヤマダシンヤ
- デザインワークス - 大津直
- 美術監督 - 李凡善
- 美術設定 - 坂本竜
- 色彩設計 - 水野愛子
- 撮影監督 - 田沢二郎、高橋智弘
- 編集 - 後田良樹
- 音響監督 - 郷文裕貴
- 音楽 - 林ゆうき
- 音楽制作 - 橋本彩子、ランティス
- プロデューサー - 井内知樹、廣川浩二、松井千夏、鈴木寿広、秋尾浩史、佐野真之、木皿陽平、宮田昌広、三澤幸三
- アニメーション制作 - トムス・エンタテインメント、シンエイ動画
- 製作 - TRICKSTER製作委員会

## 主題歌
オープニングテーマ
「キミだけのボクでいるから」（第1話 - 第12話）
作詞・作曲 - GACKT.C / 編曲 - TAKUMI / 歌 - GACKT
「運命ジレンマ」（第13話 - 第24話）
作詞・作曲 - 田淵智也 / 編曲 - eba / ストリングスアレンジ -  秋月須清 / 歌 - 田所あずさ

エンディングテーマ
「1HOPE SNIPER」（第1話 - 第12話）
作詞・作曲・編曲 - Q-MHz / 歌 - 田所あずさ
「罪の継承 〜ORIGINAL SIN〜」（第13話 - 第24話）
作詞・作曲 - GACKT.C / 歌 - GACKT

## 各話リスト
| 話数   | サブタイトル   | 脚本       | 絵コンテ          | 演出                       | 作画監督                                                                                 | 総作画監督            | 放送日時       |
| ------ | -------------- | ---------- | ----------------- | -------------------------- | ---------------------------------------------------------------------------------------- | --------------------- | -------------- |
| 第1話  | D坂蜃気楼      | 吉田恵里香 | 向井雅浩          | 向井雅浩                   | 山川宏治、垣野内成美 ヤマダシンヤ                                                        | ヤマダシンヤ          | 2016年 10月4日 |
| 第2話  | 金色の追跡者   | 吉田恵里香 | 向井雅浩 祝浩司   | 藤本ジ朗                   | 齊藤格                                                                                   | ヤマダシンヤ 山川宏治 | 10月11日       |
| 第3話  | 塔上の無業者   | 吉田恵里香 | 富沢信雄          | 馬川奈央                   | 加藤里香                                                                                 | ヤマダシンヤ          | 10月18日       |
| 第4話  | 地底迷宮       | 吉田恵里香 | 許平康            | 許平康                     | 手島典子、塚本歩 西村元秀、中拓郎                                                        | ヤマダシンヤ          | 10月25日       |
| 第5話  | 蜘蛛の糸       | 吉田恵里香 | 祝浩司            | 祝浩司                     | 垣野内成美                                                                               | -                     | 11月1日        |
| 第6話  | 余暇の散歩者   | 吉田恵里香 | 阿部雅司          | 阿部雅司                   | 小山知洋、浦田ひとみ                                                                     | 山川宏治              | 11月8日        |
| 第7話  | 穢れなき逢瀬   | 吉田恵里香 | 大嶋博之          | 守田芸成                   | 真島ジロウ                                                                               | ヤマダシンヤ          | 11月15日       |
| 第8話  | 箱庭の楽天地   | 吉田恵里香 | 阿部雅司          | 関田修                     | 櫻井拓郎、青野厚司、北村淳一 西村元秀、舛舘俊秀、中拓郎 徳田夢之介、平馬浩司、桜井木の実 | 山川宏治              | 11月22日       |
| 第9話  | 陥落の英雄     | 吉田恵里香 | 阿部雅司 今泉賢一 | 三好正人                   | 阪本麻衣、市橋雄一                                                                       | ヤマダシンヤ          | 11月29日       |
| 第10話 | 無垢なる天秤   | 吉田恵里香 | 許平康            | 祝浩司                     | 垣野内成美、北村友幸、山川宏治                                                           | -                     | 12月6日        |
| 第11話 | 残虐戯具       | 吉田恵里香 | 祝浩司            | 吉村文宏                   | 瀬谷新二、斉藤圭太                                                                       | ヤマダシンヤ          | 12月13日       |
| 第12話 | 煙霧陰る       | 吉田恵里香 | 向井雅浩          | 藤本ジ朗                   | 真島ジロウ、池田広明、竹上貴雄 齊藤格、山川宏治                                          | ヤマダシンヤ          | 12月20日       |
| 第13話 | 夜光人、乱舞   | 吉田恵里香 | 川畑喬            | 橋口淳一郎                 | 高鉾誠                                                                                   | ヤマダシンヤ          | 2017年 1月10日 |
| 第14話 | 螺旋の梯子     | 吉田恵里香 | 祝浩司            | 関田修                     | 門智昭、櫻井拓郎、桜井木の実 飯塚葉子、松下清志、服部憲知                                | 山川宏治              | 1月17日        |
| 第15話 | 断罪の甲虫     | 宮本武史   | 吉村文宏          | 土屋康郎                   | 原田峰文、志賀道憲                                                                       | ヤマダシンヤ 山川宏治 | 1月24日        |
| 第16話 | 蘇る陰獣       | 吉田恵理香 | 吉村文宏          | 前園文夫                   | 斉藤圭太、久松沙紀、真島ジロウ                                                           | -                     | 1月31日        |
| 第17話 | 離散の反動     | 雑破業     | 阿部雅司          | 吉村章                     | J-CUBE、小林ゆかり                                                                       | ヤマダシンヤ 山川宏治 | 2月7日         |
| 第18話 | 純悪錯誤       | 吉田恵理香 | 許平康            | 黒瀬大輔                   | 山﨑輝彦、池添優子、佐藤このみ 烏山冬美、篠原隆、LEE JUHYEON KIM YONGSIK、青山弘樹       | ヤマダシンヤ 山川宏治 | 2月14日        |
| 第19話 | 悪意の応酬     | 宮本武史   | 祝浩司            | 祝浩司                     | 垣野内成美、北村友幸 山川宏治、真島ジロウ                                                | -                     | 2月21日        |
| 第20話 | 堕ち行く道化師 | 吉田恵理香 | 川畑喬            | 橋口淳一郎                 | 坂本ひろみ、阿曽仁美 桑原麻衣、鷺田敏弥                                                  | ヤマダシンヤ          | 2月28日        |
| 第21話 | 語りき生贄     | 雑破業     | 阿部雅司          | 阿部雅司                   | 志賀道憲、真島ジロウ、謝宛倩 片岡恵美子、沼田広、佐藤このみ                              | ヤマダシンヤ          | 3月7日         |
| 第22話 | 火にいる小虫   | 吉田恵理香 | 祝浩司 許平康     | 土屋康郎                   | 平山智                                                                                   | -                     | 3月14日        |
| 第23話 | 明星の蘇生     | 宮本武史   | 藤本ジ朗 阿部雅司 | 藤本ジ朗                   | 竹上貴雄、滝川和男 沼田広、能條理行                                                      | ヤマダシンヤ 山川宏治 | 3月21日        |
| 第24話 | 少年探偵団     | 吉田恵理香 | 向井雅浩          | 黒瀬大輔 宮西哲也 土屋康郎 | ヤマダシンヤ、垣野内成美 真島ジロウ、北村友幸 市橋雄一、志賀道徳                         | ヤマダシンヤ          | 3月28日        |

## 放送局
| 放送期間                      | 放送時間                     | 放送局     | 対象地域   | 備考                      |
| ----------------------------- | ---------------------------- | ---------- | ---------- | ------------------------- |
| 2016年10月4日 - 2017年3月28日 | 火曜 1:05 - 1:35（月曜深夜） | TOKYO MX   | 東京都     |                           |
|                               | 火曜 1:59 - 2:29（月曜深夜） | 読売テレビ | 近畿広域圏 | 製作参加 / 『MANPA』第1部 |
| 2016年10月5日 - 2017年3月29日 | 水曜 1:30 - 2:00（火曜深夜） | BS11       | 日本全域   | BS放送 / 『ANIME+』枠     |
| 2016年12月9日 - 2017年5月19日 | 金曜 0:30 - 1:00（木曜深夜） | AT-X       | 日本全域   | CS放送 / リピート放送あり |

| 配信期間         | 配信時間                   | 配信サイト |
| ---------------- | -------------------------- | --- |
| 2015年10月5日 -  | 水曜 12:00 更新            | dアニメストア / dTV / ゲオチャンネル / ひかりTV Amazonビデオ / ビデオマーケット / U-NEXT アニメ放題 / Google Play Store / フジテレビオンデマンド TSUTAYA TV / バンダイチャンネル / Hulu DMM.com / HAPPY!動画 / GYAO! / ニコニコチャンネル |
|                  | 水曜 22:30 - 23:00         | AbemaTV・新作TVアニメch |
| 2016年10月6日 -  | 木曜 0:00（水曜深夜） 更新 | J:COMオンデマンド / みるプラス / auビデオパス |
| 2016年10月26日 - | 水曜 12:00 更新            | Netflix |

## BD / DVD
| 巻 | 発売日         | 収録話           | 規格品番  | 規格品番  |
| 巻 | 発売日         | 収録話           | BD限定版  | DVD限定版 |
| -- | -------------- | ---------------- | --------- | --------- |
| 0  | 2016年12月22日 | OVA第1話 - 第2話 | BCXA-1221 |           |
| 1  | 2017年1月27日  | 第1話 - 第3話    | BCXA-1195 | BCBA-4809 |
| 2  | 2017年2月24日  | 第4話 - 第6話    | BCXA-1196 | BCBA-4810 |
| 3  | 2017年3月24日  | 第7話 - 第9話    | BCXA-1197 | BCBA-4811 |
| 4  | 2017年4月21日  | 第10話 - 第12話  | BCXA-1198 | BCBA-4812 |
| 5  | 2017年5月26日  | 第13話 - 第15話  | BCXA-1199 | BCBA-4813 |

## Webラジオ
『TRICKSTER 少年探偵団ラジオ』は、2016年10月5日から2017年4月5日まで隔週水曜にHiBiKi Radio Stationにて配信された番組。パーソナリティは小林芳雄役の山下大輝と花崎健介役の逢坂良太。

## 漫画
『マガジンSPECIAL』（講談社）2016年第7号から2017年第2号まで『TRICKSTER』のタイトルで連載した。作画はマントヒヒ・ビンタが担当。『TRICKSTERプロジェクト』のビジュアルコンテンツとして位置づけられている。
『マガジンSPECIAL』休刊に伴い『TRICKSTER』第9話は『別冊少年マガジン』2017年4月号に読み切りとして掲載されることが決定した。

## 舞台
『TRICKSTER~the STAGE~』（トリックスター・ザ・ステージ）のタイトルで、2017年4月12日から16日にZeppブルーシアター六本木で上演。脚本・演出は松多壱岱が担当。アンサンブルダンサーはオーディションで選出された。TRICKTERプロジェクトのステージコンテンツとして位置づけられている。
アニメよりもダークテイストが濃い内容で、明智小五郎の苦悩がメインに描かれる内容となっている。
アニメの世界観や設定を準拠しているが、中村が登場せず、代わりに中村の助手だった宮西がキャリアの警察として明智に事件の協力を仰いだり
舞台オリジナルキャラとしてルイトが登場する等、細部に違いがある。

### キャスト
- 怪人二十面相 - 細貝圭
- 小林芳雄 - 鳥越裕貴
- 花崎健介 - 赤澤燈
- 井上了 - 赤澤遼太郎
- ルイト - 輝山立
- 大友久 - 古谷大和
- 山根たすく - 今川碧海
- 勝田雅治 - 斎藤准一郎
- 宮西琢己 - 山口大地
- 野呂誠 - 木戸衣吹(声のみ)
- 明智小五郎 - 鯨井康介

### スタッフ（舞台）
- エグゼクティブプロデューサー - 久保忠佳
- 脚本・演出 - 松多壱岱
- 舞台監督 - 澤麗奈
- 振付・殺陣 - 石岡貢二郎（K-DanceNexus）
- 音楽 - 池波晏寿／有木竜郎／奈良悠樹
- 制作 - オフィスサイン
- 企画製作 -  株式会社アルテメイト